# Kościół Świętego Anioła Stróża w Gorzycach
Kościół Świętego Anioła Stróża w Gorzycach – rzymskokatolicki kościół parafialny zlokalizowany we wsi Gorzyce (powiat wodzisławski, województwo śląskie). Funkcjonuje przy nim parafia św. Anioła Stróża.

## Historia
Najstarsze opisy drewnianej świątyni w Gorzycach (nosiła wezwanie Wniebowzięcia Najświętszej Marii Panny), wzniesionej w centrum wsi w czasie Reformacji pochodzą z lat: 1652, 1679 i 1688. Stała przy starym cmentarzu i miała skromną architekturę. Do jej ściany przylegała drewniana dzwonnica z trzema dzwonami. Świątynię tę strawił pożar wsi w 1778. Kolejny drewniany kościół (pod wezwaniem św. Anioła Stróża) przeniesiono z Pilchowic, co sfinansował częściowo hrabia Antoni Węgierski (1800). W 1839 został on zdemontowany. W części z pozostałych elementów drewnianych, wzniesiono nowy, prowizoryczny kościół (tzw. Betkapelle, oratorium modlitewne). Obiekt ten nazywano „ubożuchną stajenką betlejemską” lub „stacją misyjną wśród dzikich narodów”. Stan techniczny tej świątyni przez cały okres jej funkcjonowania był bardzo zły. 
13 września 1852 zawiązał się komitet budowy nowej świątyni. Projekt jednak odkładano w czasie z uwagi na zubożenie mieszkańców spowodowane przez powódź w 1855 oraz brak odpowiedniej przestrzeni. W czerwcu 1857 ksiądz Józef Gawenda I zadecydował o budowie kościoła murowanego na parceli Jerzego Josscha. Neogotycki obiekt powstał w latach 1862–1869. Kamień węgielny został poświęcony 3 listopada 1862 przez biskupa wrocławskiego, Adriana Włodarskiego (opuszczany do dołu trzystukilogramowy kamień urwał się z lin nie zabijając jednak żadnego z szesnastu pracujących w dole robotników). Przy budowie zmarł natomiast 41-letni Franciszek Sławik z Gorzyczek, a sześciu robotników zostało rannych w wyniku zawalenia się stropu (wszystkie te ofiary miały miejsce w 1865).
W 1945, w trakcie działań II wojny światowej, kościół został poważnie uszkodzony. Odbudowany został z inicjatywy księdza Eryka Dzieżoka w latach 1946–1948. Dodano wówczas wezwanie Narodzenia NMP. Poświęcenie nastąpiło 29 marca 1948 (ksiądz proboszcz Jan Skrzypczyk z Rudy Śląskiej). Z czasem dobudowano doń zakrystię i przywrócono pierwotny wystrój wnętrza: odtworzono stacje drogi krzyżowej, ambonę, ołtarze boczne, figury oraz relikwiarz.

## Probostwo
Probostwo pochodzi z połowy XIX wieku. W jego piwnicy, 16 kwietnia 1945, Rosjanie zamordowali proboszcza Teodora Walentę. Nowy budynek parafialny zbudowano z inicjatywy proboszcza Stefana Stebla przy wsparciu materialnym parafian (1925).

## Cmentarz
Naprzeciw kościoła znajduje się stary cmentarz, na którym znajduje się m.in. grób proboszcza Józefa Thalherra, jak również ozdobne mauzoleum rodziny d'Arco (właścicieli lokalnych dóbr). Spoczywają w nim: Alexander von Arco (1834-1892), Eugen von Arco (1869–1940), Wilhelm von Arco (1833–1872), Wilchelm von Arco (drugi, 1808–1869) oraz Charlotta von Arco von Wallhofen (1812–1897). Na cmentarzu stoi też pomnik ofiar hitlerowskiego faszyzmu, pomordowanych przez Niemców w obozie nr 169 w Gorzyczkach (tzw. Polenlager).

## Galeria

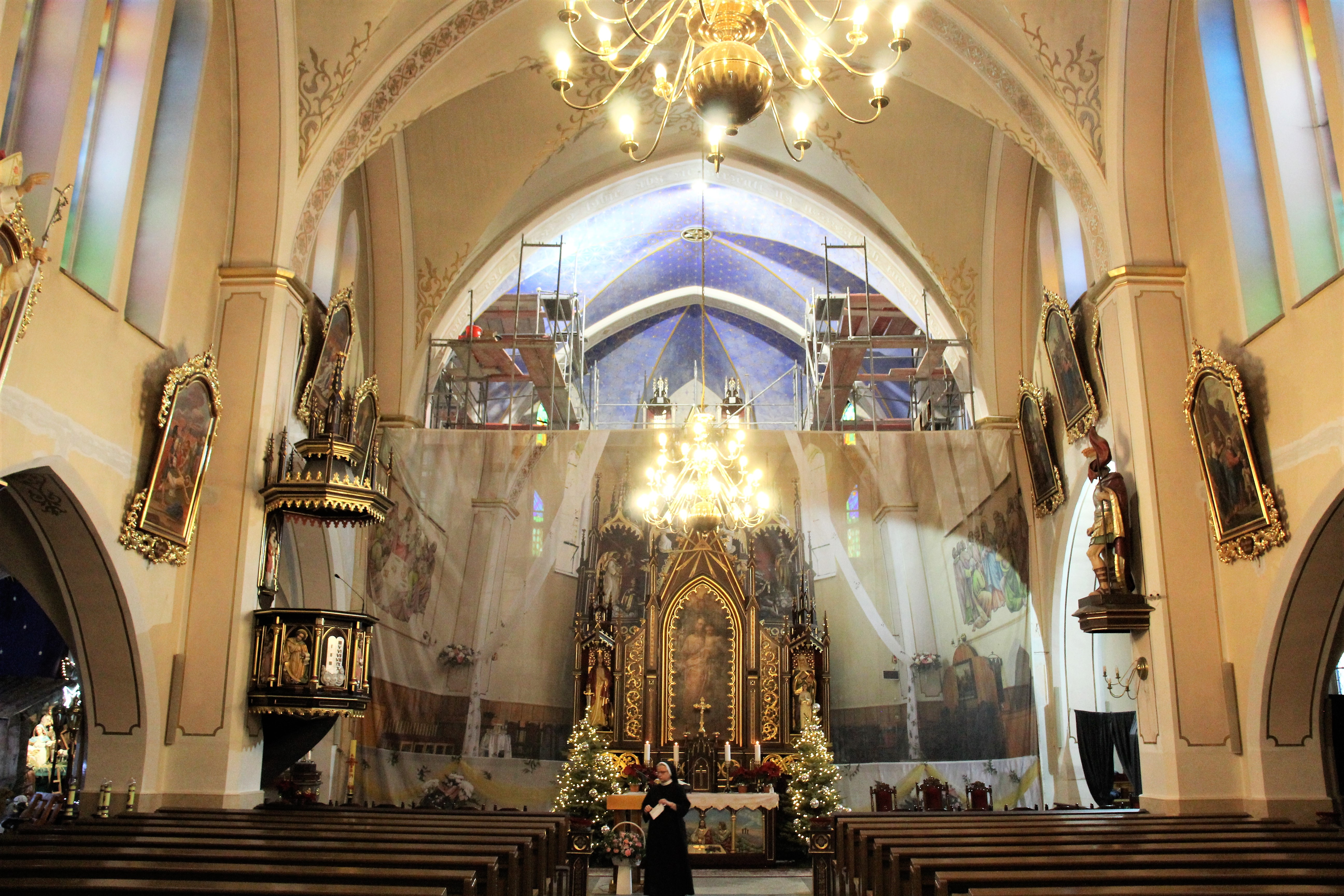
Wnętrze i ołtarz
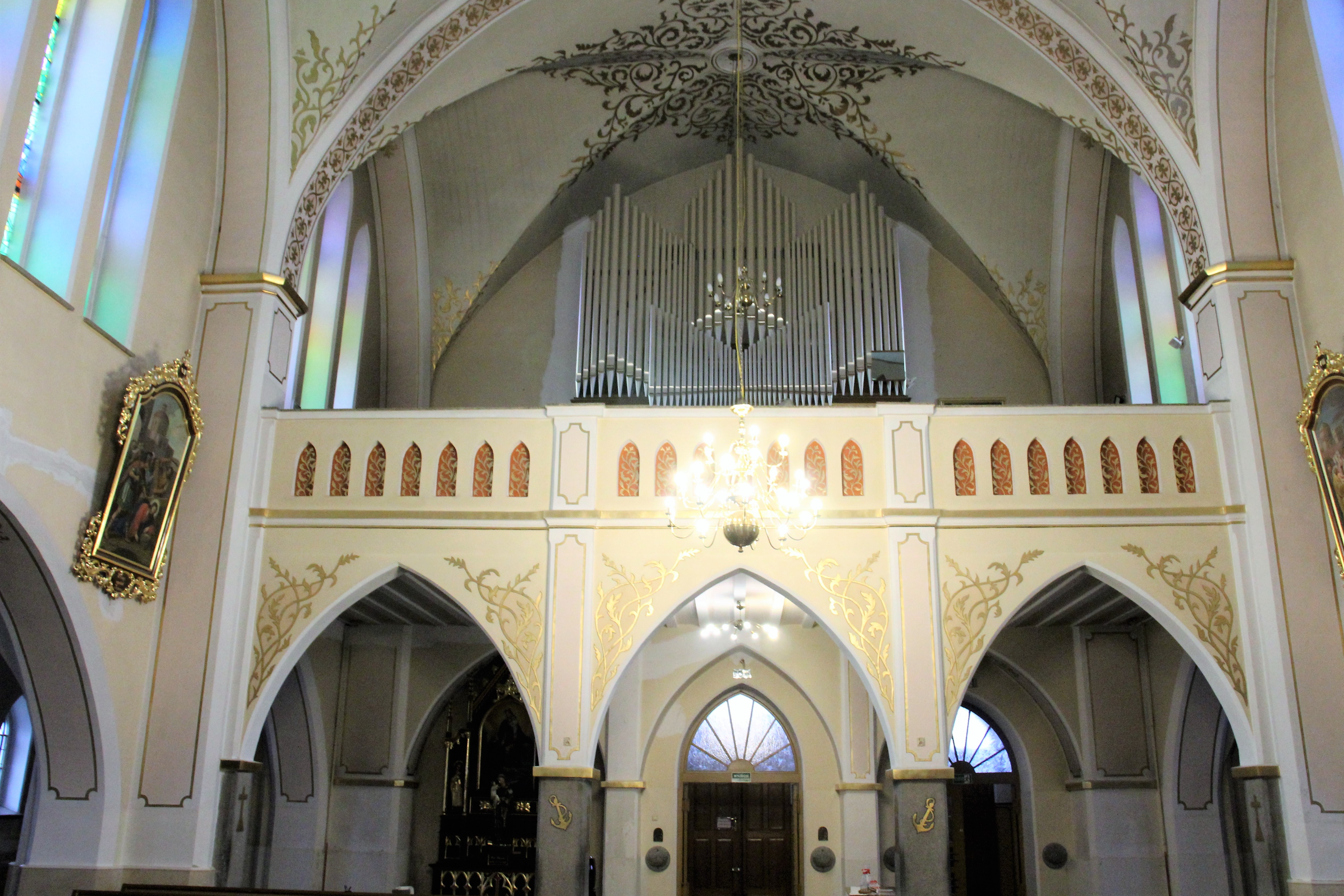
Chór organowy
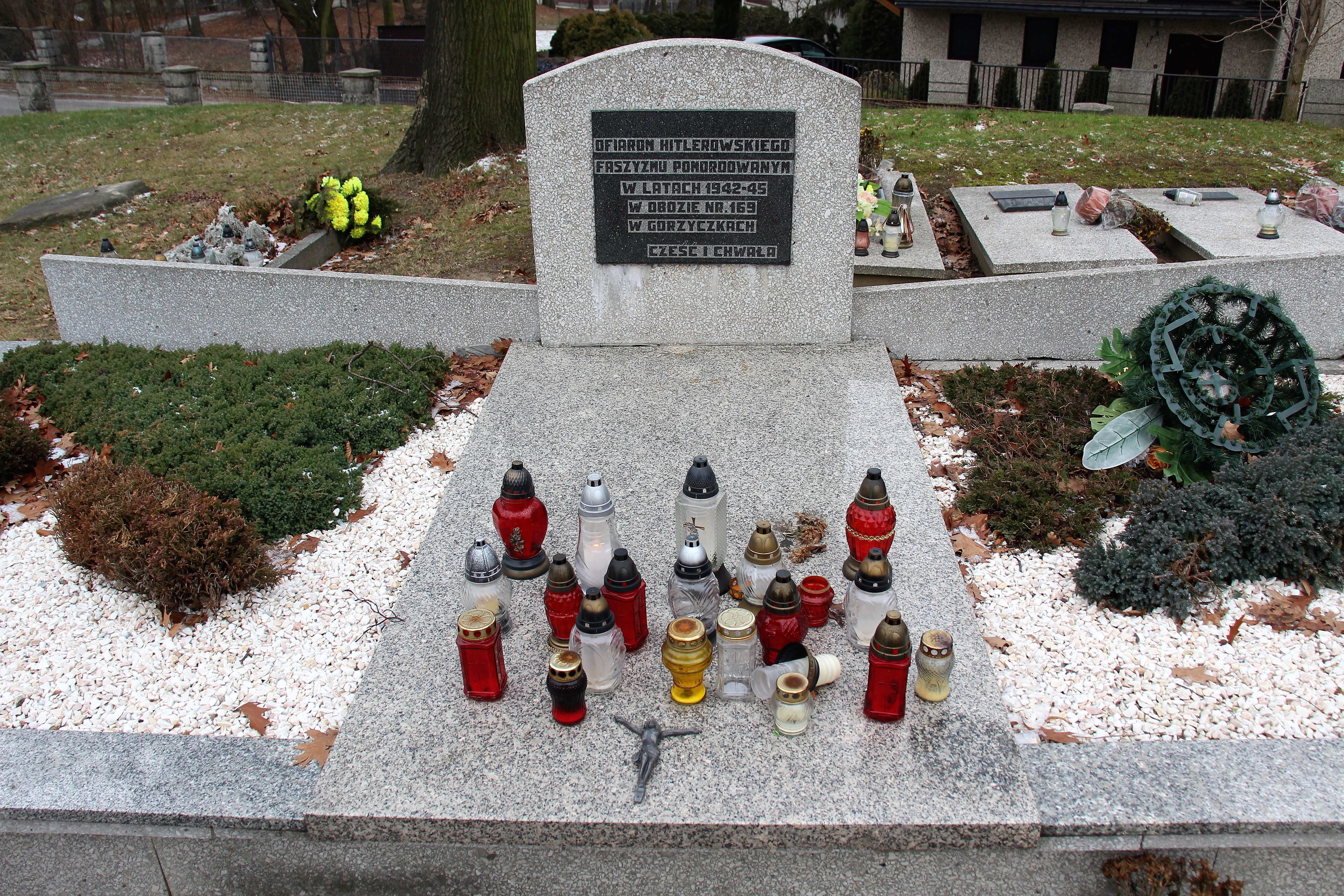
Pomnik ofiar Polenlagru w Gorzyczkach